# Gin z tonikiem

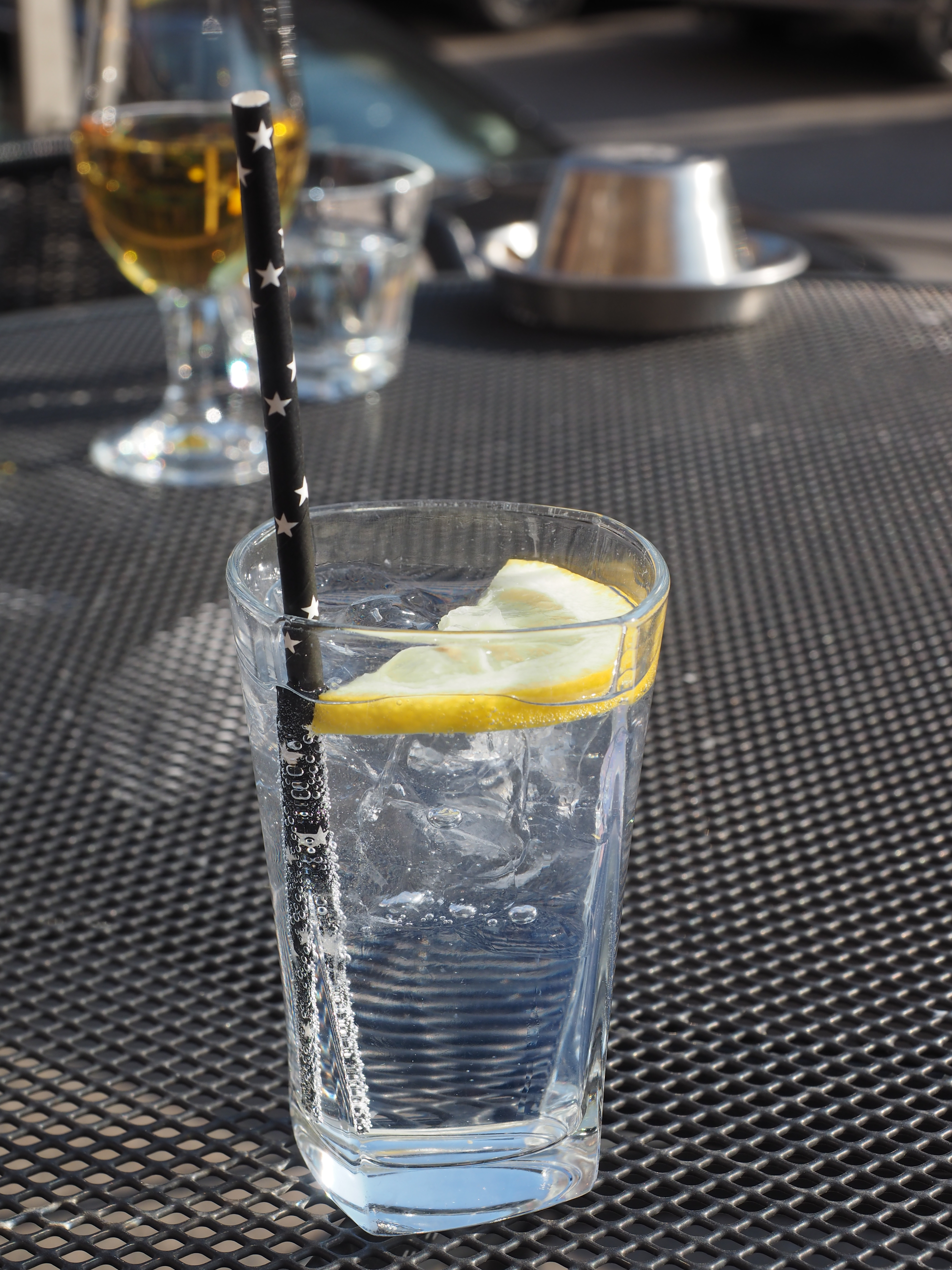

Gin z tonikiem – popularny koktajl alkoholowy zawierający dwa podstawowe składniki: gin i tonik w proporcjach od 1:1 do 1:3 wraz z dużą ilością lodu. Ilość ginu w stosunku do toniku można zmieniać w zależności od gustu konsumenta i fantazji barmana. Często jest doprawiany plasterkiem cytryny lub limonki i innych owoców. Zaliczany do klasycznych koktajli z grupy highball cocktails serwowanych w wysokich szklankach. Polecany jako napój chłodzący i orzeźwiający. Popularność zawdzięcza Brytyjczykom, gdy w czasach kolonialnych w Indiach, był spożywany, aby schłodzić organizm podczas upałów i aby chronić się przed malarią. 